# Adrian Ionescu (fotbalist născut în 1985)
Adrian Mădălin Ionescu (n. 13 iulie 1985) este un jucător de fotbal român care evoluează la clubul Farul Constanța.